# Гибралтарский фунт
Гибралта́рский фунт (англ. Gibraltar pound) — денежная единица Гибралтара, иногда также называемая ливром. До 1971 года фунт = 4 кроны = 20 шиллингов = 240 пенсов, с 1971 года фунт = 4 кроны = 100 новых пенсов (с 1988 года — просто пенсов). Символ: £ (совпадает с фунтом стерлингов Великобритании). Гибралтарский фунт равен фунту стерлингов.

## История
Изначально в Гибралтаре параллельно использовалась испанская и британская валюта. В 1840—1841 годах начата чеканка медных монет для Гибралтара, в 1842 году они выпущены в обращение. Монеты чеканились по английской монетной стопе, но с указанием испанских номиналов (в квартах). В 1861 году чеканка была прекращена. Испанские денежные знаки длительное время сохранялись в обращении, а в 1872 году стали единственным платёжным средством в Гибралтаре. В 1898 году Испано-американская война заставила испанскую песету существенно упасть в цене, и фунт был введён как единственная валюта Гибралтара, первоначально в виде британских монет и банкнот. В то же время, песета продолжала находиться в обращении вплоть до начала Гражданской войны в Испании.
В 1914 году выпущены первые бумажные денежные знаки, а в 1927 году начат выпуск банкнот в гибралтарских фунтах.
В 1967 году чеканка монет была возобновлена, в 1967—1970 годах чеканились только монеты в 1 крону, в 1971, 1972 и 1977 годах — только монеты в 25 новых пенсов. С 1988 года чеканятся монеты для обращения и памятные монеты из драгоценных металлов. Монеты в кронах в обращении практически не используются.
Законным платёжным средством являются банкноты и монеты Гибралтара, а также монеты Великобритании. Банкноты Банка Англии, шотландских и северо-ирландских банков, не являясь формально законным платёжным средством, могут, однако, быть приняты в оплату товаров и услуг.

## Связь с британским фунтом стерлингов
Закон 1934 года о банкнотах в обращении предоставил правительству Гибралтара право печатать свои собственные банкноты.
Выпущенные облигации обеспечиваются либо Банком Англии (в размере до одного фунта стерлингов), либо ценными бумагами, выпущенными правительством Гибралтара. Хотя облигации деноминированы в «фунтах стерлингов», они не являются законным платёжным средством в любой иной точке Великобритании. Гибралтарские монеты имеют тот же вес, размер и металл, что и британские монеты, хотя дизайн отличается, и они иногда встречаются в обращении на всей территории Великобритании.
В соответствии с Законом о банкнотах в обращении 2011 года, банкноты и монеты, выпущенные правительством Гибралтара, являются законным платёжным средством в Гибралтаре. Британские монеты и банкноты Банка Англии также циркулируют в Гибралтаре и являются взаимозаменяемыми.

## Монеты
В 1988 году в Гибралтаре были введены монеты достоинством в 1, 2, 5, 10, 20 и 50 пенсов и 1 фунт, имевшие собственное оформление и название Гибралтара на аверсе. Они имели те же вес, размер и форму, что и соответствующие британские монеты. В 1999 году была введена в обращение монета номиналом в 2 фунта.
В 2010 году была выпущена монета достоинством в 5 фунтов стерлингов. Надпись на аверсе «Elizabeth II Queen of Gibraltar» спровоцировала конфликт с Испанией, где титул короля Гибралтара исторически соответствует короне Кастилии.
Монета в 2 фунта с момента её введения ежегодно выпускается с новым дизайном — на обратных сторонах монет изображён каждый из 12 подвигов Геракла.

## Режим валютного курса
Курс гибралтарского фунта привязан к фунту стерлингов в соотношении 1:1.